# Irischer Rat
Die Bezeichnung Irischer Rat (irisch Comhairle na hÉireann, englisch Council of Ireland) bezeichnet zwei verschiedene Räte in der irisch-britischen Geschichte:

## 1920 – Government of Ireland Act
Der Council of Ireland, genannt im Government of Ireland Act im Jahr 1920, sollte ursprünglich ein gesamt-irischer Rat werden, der gemeinsame Angelegenheiten zwischen den Regierungen von Südirland und Nordirland koordiniert. Doch der Irische Unabhängigkeitskrieg verhinderte viele Umsetzungen des Gesetzes. So kam es, dass sich der gesamt-irische Rat niemals  versammelte.

## 1973 – Sunningdale Abkommen
Siehe auch: Abkommen von Sunningdale
Am 11. Dezember 1973 wurde erneut ein Council of Ireland ins Leben gerufen. Er war eine Verbindung zwischen den Regierungen in Belfast, Dublin und London bezüglich gemeinsamer Interessen und Angelegenheiten. Das Abkommen von Sunningdale regelte die Details des Rates, so wie es bei den Verhandlungen der 3 Regierungen abgemacht wurde. Im Rat saßen 6 unionistische Minister, 4 Minister der SDLP und ein Minister der Alliance Party aus Nordirland. Doch bereits ein Jahr später, mit dem Austritt der Unionisten, scheiterte auch dieser Rat.